# Peterborough Speedway
 (avril 2025).
Si vous disposez d'ouvrages ou d'articles de référence ou si vous connaissez des sites web de qualité traitant du thème abordé ici, merci de compléter l'article en donnant les références utiles à sa vérifiabilité et en les liant à la section « Notes et références ».
Peterborough Speedway est un circuit de course automobile de 1/3 de mile pavé. Il est situé à Cavan, environ 12 km à l'ouest du centre-ville de Peterborough, Ontario (Canada), et environ 10 km au nord d'une autre piste de stock-car asphalté, Kawartha Speedway.
En plus de championnats locaux, la populaire série OSCAAR s'y présente chaque année. L'ancienne CASCAR Super Series s'y est aussi produit à quelques reprises.
Depuis 1993, Peterborough Speedway présente le week-end "Autumn Colours Classic" en octobre, l'un des plus importants événements de stock car en Ontario, maintenant inscrit au calendrier de la série OSCAAR.